# Campionati europei di ciclismo su strada 2021 - Gara in linea maschile Junior
La gara in linea maschile Junior dei Campionati europei di ciclismo su strada 2021, diciassettesima edizione della prova, si disputò il 10 settembre 2021 su un percorso iniziale di 0,6 km, poi un circuito di 13,2 km da ripetere 8 volte e un percorso finale di 1,0 km, per un totale di 107,2 km, con partenza ed arrivo a Trento, in Italia. La vittoria fu appannaggio del francese Romain Grégoire, che terminò la gara in 2h35'42", precedendo il norvegese Per Strand Hagenes e sul gradino più basso del podio l'altro francese Lenny Martinez.
Partenza con 157 ciclisti, dei quali 77 portarono a termine la competizione.

## Squadre partecipanti
| N.    | Cod. | Squadra     |
| ----- | ---- | ----------- |
| 1-6   | NOR  | Norvegia    |
| 7-12  | BEL  | Belgio      |
| 13-18 | EST  | Estonia     |
| 19-24 | DEU  | Germania    |
| 25-30 | FRA  | Francia     |
| 31-36 | ESP  | Spagna      |
| 37-42 | NLD  | Paesi Bassi |
| 43-48 | LUX  | Lussemburgo |
| 49-54 | AUT  | Austria     |
| 55-60 | CZE  | Rep. Ceca   |
| 61-66 | POL  | Polonia     |
| 67-72 | ITA  | Italia      |
| 73-75 | SRB  | Serbia      |
| 76-80 | HUN  | Ungheria    |
| 81-86 | SVK  | Slovacchia  |
| 87-89 | ALB  | Albania     |
| 90    | AZE  | Azerbaigian |
| 91-93 | BGR  | Bulgaria    |

| N.      | Cod. | Squadra            |
| ------- | ---- | ------------------ |
| 94      | CRO  | Croazia            |
| 95      | CYP  | Cipro              |
| 96-98   | FIN  | Finlandia          |
| 99      | GRC  | Grecia             |
| 100-102 | ISL  | Islanda            |
| 103-108 | IRL  | Irlanda            |
| 109-114 | LAT  | Lettonia           |
| 115-118 | LTU  | Lituania           |
| 119-124 | MKD  | Macedonia Del Nord |
| 125     | MDA  | Moldavia           |
| 126-131 | PRT  | Portogallo         |
| 132     | ROU  | Romania            |
| 133-138 | RUS  | Federaz. Russia    |
| 139-142 | SVN  | Slovenia           |
| 143-145 | SWE  | Svezia             |
| 146-151 | SUI  | Svizzera           |
| 152-157 | UKR  | Ucraina            |

## Ordine d'arrivo (Top 10)
| Pos. | Corridore          | Squadra    | Tempo    |
| ---- | ------------------ | ---------- | -------- |
| 1    | Romain Grégoire    | Francia    | 2h35'42" |
| 2    | Per Strand Hagenes | Norvegia   | s.t.     |
| 3    | Lenny Martinez     | Francia    | s.t.     |
| 4    | Vlad Van Mechelen  | Belgio     | a 10"    |
| 5    | Manuel Oioli       | Italia     | s.t.     |
| 6    | Jan Christen       | Svizzera   | s.t.     |
| 7    | Madis Mihkels      | Estonia    | s.t.     |
| 8    | Martin Svrček      | Slovacchia | s.t.     |
| 9    | Alexander Hajek    | Austria    | s.t.     |
| 10   | Sebastian Larsen   | Norvegia   | s.t.     |